# Wladimir Wassiljewitsch Golubew
Wladimir Wassiljewitsch Golubew (russisch Владимир Васильевич Голубев, englische Transkription Vladimir Vasilievich Golubev; * 21. Novemberjul. / 3. Dezember 1884greg. in Sergijew Possad; † 4. Dezember 1954 in Moskau) war ein russischer Mathematiker, der sich vor allem mit Funktionentheorie  beschäftigte.

## Leben
Golubew war ein Schüler von Dmitri Jegorow an der Lomonossow-Universität, bei dem er promoviert wurde. Er war Professor und Leiter der Mathematikfakultät an der Universität Saratow von deren Gründung 1917 bis 1930. Danach war er Professor an der Lomonossow-Universität, wo er 1933 bis 1935 und 1944 bis 1952 Dekan der Fakultät für Mathematik und Mechanik war.
Golubew studierte das Randverhalten analytischer Funktionen um 1916, bald darauf gefolgt von Iwan Iwanowitsch Priwalow, der ebenfalls in Saratow lehrte. Nach beiden ist ein Satz (bzw. Kriterium) benannt, der notwendige und hinreichende Bedingungen für die Existenz einer regulären analytischen Funktion F(z) in einem durch eine geschlossene rektifizierbare Kurve C umschlossenen Gebiet gibt, die fast überall eine auf dem Rand C vorgegebene Funktion f(z) als Winkel-Grenzwert hat, nämlich dass
{\displaystyle \int _{C}z^{n}f(z)\mathrm {d} z\,=\,0} für {\displaystyle n=1,2,\ldots }. Er befasste sich auch mit Differentialgleichungen der Bewegung eines starren Körpers in der Mechanik und Differentialgleichungen im Komplexen.
Er war seit 1934 korrespondierendes Mitglied der Akademie der Wissenschaften der UdSSR. Golubew erhielt folgende Auszeichnungen: 3 Mal Orden des Roten Sterns (1936, 1944, 1945), Orden des Roten Banners der Arbeit (1944), Leninorden (1953).

## Schriften
- Lectures on integration of the equations of motion of a rigid body about a fixed point. Englische Ausgabe Moskau 1953, Jerusalem 1960
- Vorlesungen über Differentialgleichungen im Komplexen (= Hochschulbücher für Mathematik. Bd. 43). Deutscher Verlag der Wissenschaften, Berlin 1958 (russisches Original 1950).